# Springville (Wisconsin)
Springville es un pueblo ubicado en el condado de Adams en el estado estadounidense de Wisconsin. En el Censo de 2010 tenía una población de 1.318 habitantes y una densidad poblacional de 11,38 personas por km².

## Geografía
Springville se encuentra ubicado en las coordenadas 43°46′41″N 89°47′15″O / 43.77806, -89.78750. Según la Oficina del Censo de los Estados Unidos, Springville tiene una superficie total de 115.77 km², de la cual 113.08 km² corresponden a tierra firme y (2.33%) 2.69 km² es agua.

## Demografía
Según el censo de 2010, había 1.318 personas residiendo en Springville. La densidad de población era de 11,38 hab./km². De los 1.318 habitantes, Springville estaba compuesto por el 95.83% blancos, el 0.3% eran afroamericanos, el 1.82% eran amerindios, el 0.08% eran asiáticos, el 0% eran isleños del Pacífico, el 0.23% eran de otras razas y el 1.75% pertenecían a dos o más razas. Del total de la población el 2.35% eran hispanos o latinos de cualquier raza.